# مدل‌سازی اطلاعات ساختمان
امروزه مدل‌سازی اطلاعات ساخت کاربرد گسترده‌ای از طراحی و ساخت تا بهره‌برداری و حتی مرحله تخریب ساختمان‌ها پیدا کرده‌است. این فناوری با نمایش دیجیتال خصوصیات ساختمان مدیر پروژه و ذی‌نفعان را در هر مرحله برای تصمیم‌گیری درست یاری می‌کند. مدل‌سازی اطلاعات ساختمان کلیه فعالیت‌های مدیریت ساخت، بر اساس اسناد قرارداد، به دو مقوله نقشه‌ها و مشخصات وابسته هستند، به این صورت که به کمک نقشه‌ها کمیت کار و براساس مشخصات فنی، کیفیت آن تعریف می‌گردد (شکل۱).

شکل ۱- اسناد قرارداد ساختمانی

در واقع معیارهای ارزیابی عملکرد پیمانکاران بر اساس این دو مقوله، تعیین می‌گردند. ما از قبل می‌دانیم که در روش مرسوم مدیریت ساخت، از یک سو نقشه‌های اولیه و مشخصات به صورت جداگانه ارائه می‌گردند و از سوی دیگر نقشه‌های اجرایی گروه‌های مختلف طراحی (معماری، سازه، تأسیسات مکانیکی و الکتریکی)، به صورت جداگانه ولی طی هماهنگی‌ها و جلسات برگزار شده تهیه می‌شوند. بنا بر این مشکلات این روش بر همگان آشکار بوده و شاید برخی از بدترین آن‌ها عدم هماهنگی‌ها، اشتباهات، نقص اطلاعات ساخت و دوباره‌کاری‌ها باشد که نهایتاً علاوه بر بالا بردن هزینه ساخت، منجر به پایین آمدن کیفیت کار و اتلاف زمان می‌گردد. یکی از هیجان انگیزترین پیشرفت‌های اخیر در زمینه مدیریت ساخت، معرفی تکنولوژی مدل‌سازی اطلاعات ساختمان یا به اختصار BIM می‌باشد. این مقاله بدون اینکه قصد وارد شدن به مسائل فنی BIM را داشته باشد، سعی می‌کند تا یک نمای کلی از این تکنولوژی برای علاقه‌مندان ارائه دهد.
BIM نماد اختصاری از سر واژه‌های Building Information Modelling است.
به‌طور کلی، BIM به نقشه‌های دو بعدی و مشخصات مربوط، اجزاء مدل‌سازی سه بعدی، با ویژگی خاص، اضافه می‌نماید. آن ویژگی این است که هر عضو طراحی نشان داده شده در BIM علاوه بر دارا بودن ماهیت فیزیکی سه بعدی آن، آرایه‌ای از اطلاعات مربوط به فعالیت‌ها و وظایف مختلف مدیریت ساخت را به همراه خود دارد. این اطلاعات، مربوط به کل چرخه حیات پروژه، از مرحله مطالعات توجیهی تا طراحی مفهومی، مطالعات مرحله اول و دوم، تدارکات، ساخت و نصب، راه‌اندازی، دوره بهره‌برداری و حتی پایان آن می‌باشد؛ بنابراین اگر بخواهیم BIM را در یک جمله کوتاه خلاصه کنیم، عبارت خواهد بود از فرایند تولید و مدیریت اطلاعات ساختمان در طی چرخه حیات آن. به بیان دیگر، یک مدل BIM، نمایش سه بعدی دیجیتال از ویژگی‌های فیزیکی و عملکردی یک ساختمان می‌باشد.
تفاوت عمده مدل BIM با یک مدل سه بعدی متعارف CAD، ذخیره اطلاعات مهم کل فرایند ساخت با تمام اجزاء آن می‌باشد. این اطلاعات شامل مواردی از قبیل مشخصات مصالح (وزن، حجم، طول، ارتقا، رنگ، اندازه، میزان مقاومت در برابر حریق و…)، راهنمای نصب و مونتاژ، خدمات گارانتی محصولات، الزامات نگهداری و تعمیرات، اطلاعات قیمت اجزاء، هزینه‌های پروژه و… خواهد بود. BIM به عبارت فنی یک مدل CAD است که به یک پایگاه داده (Data Base) متصل می‌باشد، به نحوی که هر گونه اطلاعات مربوط به پروژه را می‌توان در آن ذخیره کرد؛ بنابراین BIM به عنوان یک منبع مشترک اطلاعات، بین کل تیم طراحی و اجرای ساختمان، عمل می‌کند. نتیجه این یکپارچه‌سازی اطلاعات، افزایش هماهنگی، کاهش خطاها و ضایعات، دوباره کاری‌ها، کاهش هزینه و نهایتاً افزایش کیفیت کار می‌باشد.

## طراحی در BIM
قبل از دهه ۱۹۷۰ میلادی نقشه‌های ساختمانی با مداد، جوهر و کاغذ ترسیم می‌شدند. اصلاح اشتباهات نقشه‌ها بسیار مشکل بوده و مخصوصاً اگر اشتباهات، روی نقشه‌های وابسته دیگری اثر می‌گذاشت، نتیجه کار وحشتناک بود. در دهه فوق، روش‌های ترسیم کامپیوتری CAD ابداع شدند که تنها روی پایانه‌های گرافیکی کامپیوترهای مرکزی قابل اجرا بودند. از دهه ۱۹۸۰ به بعد با ابداع کامپیوترهای خانگی، استفاده از برنامه‌های CAD در دفاتر مهندسی رواج بیشتری یافت. با این ابزار الکترونیک، ترسیم، اصلاح و انتقال نقشه‌ها بسیار راحت شد، سرعت کار بالا رفته و ترسیم اشکال پیچیده و سه بعدی وارد مرحله جدیدی شد. توانایی هایCAD نسبت به روش‌های دستی عالی بود، ولی با وجود توانایی سه بعدی سازی، هنوز قابلیت‌های BIM را نداشت!
CAD صرفاً یک نمایش سه بعدی از طراحی‌های دو بعدی بوده و برخلاف BIM هوشمند نیست. برای مثال، مدل سه بعدی CAD قادر به شناسایی اشتباهات موجود در آن نبوده و مخصوصاً نمی‌تواند اشتباهات وابسته به وضعیت موجود را در جاهای دیگر به صورت خودکار اصلاح کند. (عدم قابلیت تشخیص ارتباط بین نقشه‌های پلان، نما، برش و…). مفهوم BIM ورای CAD بوده و در واقع یک سیستم مدل‌سازی بر مبنای پایگاه داده می‌باشد.
در BIM فرایند طراحی با ساخت یک مدل، متشکل از اجزاء هوشمند که معرف در و پنجره، سقف، تیرها، پلکان، سیستم تهویه مطبوع، سیم‌کشی و… می‌باشند، شروع می‌شود. این اجزاء هم خودشان و هم ارتباط شان با بقیه اجزاء را می‌شناسند؛ بنابراین برای کسب اطلاعات در مورد یک جزء مشخص مثل پنجره از قبیل اندازه، جنس شیشه، چهارچوب و… لازم نیست چندین نقشه پلان، برش، نما و… را زیر و رو کنیم. کافی است مستقیماً به خود جزء مراجعه کرد. این جزء تمام اطلاعات مربوط به ویژگی‌هایش را در خودش ذخیره کرده و با اعمال هر تغییری در خواص آن، خودش را با طرح جدید تطابق می‌دهد.
BIM علاوه بر ایجاد ارتباط هوشمند بین اجزاء مختلف طراحی، امکان بررسی سناریوهای مختلف طراحی را برای تمام گروه‌ها، به صورت مجازی می‌دهد. به عنوان مثال یکی از سناریوها، می‌تواند چرخش مدل ساختمان و بررسی تغییرات میزان مصرف انرژی آن، بر حسب زوایای مختلف تابش خورشید باشد. همین‌طور گروه‌های دیگر طراحی مشتمل بر سازه و تأسیسات نیز قادرند با اعمال تغییراتی در مدلشان، اثرات این سناریوها را بر معماری پروژه ببینند؛ و بالاخره، پیمانکاران قادرند در حین طراحی و توسعه مدل ساختمان، مواردی از قبیل توالی اجرا، کارایی، ساخت و نصب را به صورت مجازی تجربه کنند. BIM به عنوان یک مدل واقعی از ساختمان می‌تواند در بخش آموزش به خصوص در جهت ایجاد درک بهتر دانشجویان معماری از مفاهیم سازه‌ای مانند یک مدل ماکت کمک کرده و آشنایی آن‌ها را به صورت مؤثری افزایش دهد.

## به‌کارگیری BIM برای مدیریت ساخت[۱]
اگرچه معماران و مهندسین طراح، بهره برداران اصلی BIM شناخته می‌شوند، باید اذعان داشت صنعت ساختمان‌سازی و نظام مهندسی ساختمان نیز، در این زمینه بسیار ذی‌نفع می‌باشد. BIM به پیمانکاران یک فرصت خارق‌العاده می‌دهد تا قبل از شروع به شکافتن زمین پروژه، روش‌های اجرا و وسایل موردنیاز خود را برنامه‌ریزی کنند. کل تیم اجرایی شامل پیمانکار اصلی، پیمانکاران جزء و سازندگان می‌توانند در کنار هم با استفاده از امکانات شبیه‌سازی مجازی فرایند ساخت، به تمرین توالی اجرا، تعیین محل‌های داربست‌ها، بالابرها و مدیریت سایت پروژه و… بپردازند و اثرات تصمیمات خود را قبل از شروع اجرا ارزیابی کنند.
علاوه بر آن به سبب وجود مفهوم Information در BIM، مدل ساخته شده، قابل توسعه در ورای ویژگی‌های سه بعدی، که معماران از آن‌ها به عنوان ابزاری جهت تبادل تصمیمات طراحی خود به دیگران استفاده می‌کنند، خواهد بود. به عبارتی ما می‌توانیم کل پروژه را در این مدل مشاهده کنیم. مفهوم Information به ما اجازه اضافه کردن دو بعد دیگر، علاوه بر سه بعد مسافت، را به مدل می‌دهد. بعد چهارم زمان و بعد پنجم هزینه می‌باشد. مفهوم موضوع اخیر، این است که مدیر ساخت می‌تواند برنامه زمان‌بندی CPM و اطلاعات تخمین هزینه پروژه را با مدل BIM مرتبط کند. در نتیجه، ارائه برنامه زمان‌بندی و تخمین هزینه، در حین توسعه طراحی و در هر لحظه زمانی مورد نظر، امکان‌پذیر خواهد بود.
به کمک BIM یک پیمانکار قادر است فعالیت‌های کاری پروژه را بهتر هماهنگ کند، که نتیجه آن یک محیط کاری ایمن، با کمترین اشتباه، دوباره‌کاری و ضایعات و کسب بیشترین سود و کمترین هزینه خواهد بود. مزایای استفاده از BIM برای پیمانکاران آنقدر زیاد است که خیلی از آن‌ها حاضر خواهند بود، حتی در صورت استفاده طراحان از نقشه‌های دو بعدی CAD، آن‌ها را با هزینه خودشان به BIM تبدیل کنند. هزینه این کار با فرض مهیا بودن نرم‌افزار و اپراتور آموزش دیده، بین ۰٫۱ تا ۰٫۵ درصد قیمت پروژه خواهد بود. حتی اگر طراح، در ابتدای پروژه یک مدل BIM به پیمانکار تحویل دهد، باز هم توجیه خواهد داشت که پیمانکار یک نسخه مجزا از مدل، برای خود درست کند. علت، این است که مدل تهیه شده توسط طراح، بیشتر روی فرایند طراحی تکیه دارد، در صورتی که پیمانکار، نیازمند مدل اجرایی با تأکید بر فرایند ساخت می‌باشد.
بر اساس مطالب ذکر شده اخیر، کاربردهای BIM در مدیریت ساخت در بخش‌های زیر خواهد بود:
- تجسم طرح
- تجزیه و تحلیل ساختمان
- مرور مراحل ساخت وکمک به طراحی
- برنامه‌ریزی تجهیز کارگاه
- برنامه زمان‌بندی و توالی عملیات ساخت
- تخمین هزینه ساخت
- یکپارچه‌سازی اطلاعات پیمانکاران جزء و تأمین کنندگان مصالح
- هماهنگی بین سیستم‌ها
- پیاده‌سازی طرح و عملیات کارگاهی
- پیش ساختگی
- بهره‌برداری و نگهداری
در بخش‌های بعدی، به این موضوعات می‌پردازیم.

### تجسم طرح
یکی از بدیهی‌ترین کاربردهای BIM، هم برای طراحان و هم برای پیمانکاران، تبادل تصمیمات طراحی با اعضای تیم کاری و کارفرما می‌باشد. برای بسیاری از افراد، تجسم حالت نهایی پروژه از روی نقشه‌های دوبعدی و مشخصات ارائه شده مشکل است؛ بنابراین مدل سه بعدی BIM علاوه بر اینکه پروژه کامل شده را به صورت مجازی نشان می‌دهد، قابلیت تبادل آرایه‌ای از اطلاعات در مورد سیستم‌ها، مصالح و محصولات بکار رفته در ساخت آن را نیز دارد. از سوی دیگر، BIM امکان اجرای شبیه‌سازی سناریوهای مختلف طراحی یا ساخت و به تبع آن تحلیل گزینه‌های مختلف را به تیم کاری پروژه می‌دهد. نهایتاً به سبب امکان ارتباط BIM با قابلیت‌های Stereoscopic Projection (تکنولوژی عینک‌های سینمای سه بعدی) تجسم طرح، بهبود چشم‌گیری می‌یابد و به عنوان مثال می‌توان با حرکت مجازی در داخل فضای ساختمان درک واقعی تری از آن بدست آورد.

### مرور مراحل ساخت و کمک به طراحی
یکی از مزایای مهم BIM این است که به پیمانکار و تیم آن، اجازه تحلیل و آزمایش چندین روش اجرا و وسایل مورد نیاز آن، قبل از شروع عملیات را می‌دهد. این قابلیت باعث آشکار شدن به موقع مشکلات ریز و درشت احتمالی خواهد شد که در صورت کشف دیرهنگام آن‌ها فرایند اجرا با چالش جدی روبرو می‌شد. پس از کشف اشکالات اجرایی، پیمانکار موضوع را با طراح در میان خواهد گذاشت تا نسبت به اصلاح طرح اقدام گردد. این مرور کاری از سوی دیگر می‌تواند منجر به تأیید استانداردهای کیفیت و ارزیابی وضعیت ایمنی ساخت گردد.

### تجزیه و تحلیل ساختمان
مدل‌سازی اطلاعات ساختمان می‌تواند به عنوان ابزاری برای تحلیلگر مصرف انرژی عمل کند که توانایی بررسی یک ساختمان را به‌طور مجزا در طول دوره سرمایش و گرمایش در اوج مصرف را دارد. با تحلیل انرژی می‌توان ساختمان‌هایی با مصرف انرژی کمتر در طول چرخه عمر ساختمان ساخت.

### برنامه‌ریزی تجهیز کارگاه
برنامه‌ریزی تجهیز کارگاه یکی از موضوعات خطیر در رابطه با مدیریت سایت اجرای پروژه می‌باشد که تأثیر چشمگیری روی موفقیت کلی پروژه خواهد داشت. به کمک BIM، مدیر پروژه و پیمانکار می‌توانند در مورد بررسی وسایل کمکی موجود و پیشنهادی، مسیرهای دسترسی، روش‌های تخلیه کارگاه در مواقع خطر و مسائل ایمنی، برنامه‌ریزی گود برداری و شمع بندی، تعیین موقعیت جرثقیل و بالابرها، تعیین محل‌های دپوی مصالح، نحوه جمع‌آوری آب سطحی و… تصمیم‌گیری کنند. برای این کار، تعدادی سناریو در نظر گرفته شده و در صورت تأیید یکی از آنها، پیمانکار نتیجه کار را به اطلاع دست اندر کاران پروژه و در صورت لزوم، همسایه‌های پروژه خواهد رساند.

### برنامه زمان‌بندی و توالی عملیات ساخت
برنامه‌ریزی و زمان‌بندی عملیات ساختمانی یکی از مهم‌ترین موضوعات فرایند مدیریت ساخت می‌باشد. این تلاش‌ها در حین فرایند ساخت ادامه می‌یابد و به‌طور مداوم تحت نظر قرار می‌گیرد تا پروژه از مسیر صحیح خارج نشود. با اضافه کردن داده‌های برنامه زمان‌بندی به مدل اطلاعات ساختمانی سه بعدی، بعد چهارم که زمان می‌باشد، به آن اضافه می‌گردد. بعد چهارم مدل، به دست‌اندرکاران پروژه کمک می‌کند تا قادر به تجسم برنامه زمان‌بندی شوند و عملاً متوجه گردند توالی صحیح عملیات ساخت، تا چه حد در موفقیت پروژه مؤثر می‌باشد. برنامه زمان‌بندی به عنوان بعد چهارم، یک ابزار توانمند برای مرحله بندی، هماهنگی و تبادل عملیات برنامه‌ریزی شده با پیمانکاران جزء، طراحان، کارفرما و سایر دست‌اندرکاران پروژه می‌باشد. تعیین برنامه زمان‌بندی با BIM باعث بهینه شدن توالی عملیات ساخت و مدیریت تدارکات پروژه می‌گردد.

### تخمین هزینه ساخت
یکی از ویژگی‌های BIM این است که هر جزء تعریف شده در آن، دارای اطلاعات مربوط به طول و عرض و ارتفاع و هر آنچه دیگر که برای تخمین کمی پروژه لازم است، می‌باشد؛ بنابراین با بیرون کشیدن مصالح و اجزاء مدل و مرتبط کردن اطلاعات کمی آن‌ها با برنامه‌های تخمین مالی، می‌توان برآورد دقیقی از قیمت پروژه داشت. طرح و تخمین کمی آن به نحوی به هم وابسته می‌باشند که با اعمال کوچک‌ترین تغییری در طراحی، اثرات کمی و مالی آن به راحتی برای تمام دست‌اندرکاران پروژه در همان لحظه قابل رویت است. بنابر این، به کمک BIM احتمال جلو افتادن طرح از هزینه پروژه و نهایتاً ورشکستگی پروژه بعید است.

### یکپارچه‌سازی اطلاعات پیمانکاران جزء و تأمین کنندگان
بسیار متعارف است که پیمانکار جزء و تأمین کنندگان مصالح، مدل BIM مخصوص به خود را ایجاد نمایند. این مدل‌ها نسبت به مدل ایجاد شده توسط پیمانکار اصلی، از جزئیات بیشتری برخوردارند و مشتمل بر اطلاعاتی هستند که در اختیار پیمانکار اصلی نیست. اطلاعات مزبور، شامل مشخصات محصولات، جزئیات ساخت و روش‌های نصب می‌باشند. نهایتاً این مدل، جهت مرور کامل هماهنگی‌ها و تحلیل سیستم‌ها با جزئیات کامل، قابلیت یکپارچه شدن با مدل پیمانکار اصلی را دارد. صرفه جویی زمانی و هزینه‌ای این یکپارچه‌سازی زود هنگام، بسیار زیاد است.

### هماهنگی بین سیستم‌ها
یکی از مهم‌ترین ویژگی‌های BIM توانایی تشخیص تصادم یا تداخل اجزای ساختمانی است. این ویژگی، مشابه عملکرد غلط‌یابی نرم‌افزارهای ویراستار متن می‌باشد. ویژگی تشخیص تصادم، شناسایی، مشاهده و گزارش‌دهی تداخل بین اجزاء و سیستم‌های مختلف را در مدل سه بعدی امکان‌پذیر می‌سازد. یک مثال در این مورد، گزارش عبور یک تیر سازه‌ای از کانال و لوله‌های تأسیساتی، توسط BIM است. با این قابلیت، هر گونه تداخل بین اجزای تأسیساتی و سازه‌ای با یکدیگر یا با بخش معماری قبل از کارگاه و در مدل BIM شناسایی می‌شوند. گزارش‌های بسیاری از پیمانکاران در رابطه با شناسایی این تداخل‌ها قبل از اجرا ثبت شده‌است. بدیهی است شناسایی تداخل اجزاء قبل از شروع عملیات ساخت، منجر به صرفه جویی زمانی و هزینه‌ای بسیاری خواهد شد. یکی از نتایج ملموس آن، کاهش شدید RFI (تقاضای اطلاعات و نامه نگاری بین پیمانکار و طراح، به دلیل اشکالات نقشه‌ها در حین اجرا) تا حدود ۸۰٪ می‌باشد.

### پیاده‌سازی طرح و عملیات کارگاهی
پس از هماهنگی‌های کامل طرح، اطلاعات موجود در BIM جهت تعیین محل قرارگیری مصالح و سیستم‌ها در کارگاه، قابل کاربرد است. اطلاعات مربوط از مدل BIM، مستقیماً قابل انتقال به تجهیزات نقشه‌برداری می‌باشند.

### پیش ساختگی
یکی از مزایای BIM که ممکن است فرصت‌های بسیاری جهت بهبود مدیریت عملیات ساخت ایجاد کند، پتانسیل بالای آن برای اعمال روش‌های پیش ساختگی است. با داشتن یک مدل هماهنگ BIM، جداسازی، تحلیل و بهینه‌سازی هر بخشی از پروژه قابل انجام است. مفهوم این موضوع آن است که پیمانکار می‌تواند جهت تحویل بخش‌های مختلف کار، مخصوصاً جهت قسمت‌های تکراری، از تکنیک‌های پیش ساختگی استفاده نماید. بدیهی است پیش ساختگی، متناظر با کیفیت بالاتر و هزینه کمتر خواهد بود.

### بهره‌برداری و نگهداری
یکی از جذابیت‌های استفاده از BIM، مفهوم قابلیت پاسخگویی آن به پروژه «از صفر تا صد» است که شامل عملیات بهره‌برداری و نگهداری، پس از پایان پروژه می‌باشد. از آنجایی که مدل BIM در حین ساخت، به‌طور مداوم به روز می‌گردد، بنابراین مدل تحویل داده شده به مهندس مسئول بهره‌برداری و نگهداری تجهیزات، همان نقشه‌های As Built نهایی خواهند بود. علاوه بر آن، تمام اطلاعات مربوط به محصولات، مصالح و سیستم‌های نصب شده در پروژه، به‌طور مستقیم به دفترچه راهنمای استفاده از آنها، که مورد استفاده مسئول آن قرار می‌گیرد، مرتبط می‌گردد. این جذابیت مدل‌سازی اطلاعات ساختمان باعث شده که استفاده از آن در تعمیر و نگهداری ساختمان حتی در ساختمان‌های موجود که فاقد مدل هستند با انجام اسکن لیزری از ساختمان به خصوص در مورد ساختمان‌های تاریخی مورد توجه قرارگرفته‌است که ازجمله این موارد می‌توان به استفاده از آن در تالار بریزبن استرالیا اشاره نمود.

### هدف از به‌کارگیری BIM در مدیریت ساخت
هدف مدیریت ساخت، کنترل زمان، هزینه و کیفیت انجام پروژه‌ها است. مدیریت ساخت پروژها در بر گیرنده اقدامات اساسی زیر است:
1. مشخص کردن اهداف پروژه و برنامه‌ها شامل تعریف دامنه، بودجه، زمان‌بندی، مشخصه‌های عملکردی مورد نیاز و انتخاب عوامل و دست‌اندرکاران پروژه.
2. ارتقا کارآمدی و بازدهی پروژه از طریق مدیریت کارآمد تأمین و تدارکات نیروی انسانی، مصالح و تجهیزات.
3. مدیریت کامل فرآیندهای برنامه‌ریزی، طراحی، برآورد هزینه، برگزاری مناقصه و تعیین پیمانکاران، و ساخت و تحویل پروژه.
4. ایجاد سازوکارهای مناسب و برقراری ارتباطات مؤثر برای حل مناقشات.

خوشبختانه، فناوری VDC، مدیریت ساخت پروژه‌ها را تسهیل کرده‌است. این فناوری که از فناوری بیم (BIM) در ایجاد مدل مجازی بهره می‌گیرد. امکانات بالقوه و بالفعل مختلفی را برای مدیریت فرایندهای طراحی و ساخت در اختیار مدیران ساخت پروژه‌ها قرار می‌دهد و مدیران طرح و ساخت پروژه‌ها می‌توانند با بهره‌گیری از آن فرایندهای مختلف پروژه را قبل از شروع عملیات ساخت واقعی شبیه‌سازی کنند. به کمک این فناوری ارزیابی اقتصادی بودن پروژه‌ها، برنامه زمان‌بندی و فرایندهای طراحی قبل از شروع عملیات اجرایی انجام می‌شود. همچنین این فناوری نقش مؤثری در مدیریت تدارکات، مدیریت ساخت و نصب، مدیریت کیفیت، مدیریت زمان، مدیریت هزینه، مدیریت ایمنی، مدیریت امور قراردادی و مدیریت تحویل پروژه‌ها دارد.

## به‌کارگیری BIM
جهت به‌کارگیری BIM دو روش اصلی وجود دارد:
- روش مخزن مرکزی (Central Repository Approach)
- روش مخزن گسترده (Distributed Repository Approach)
در روش مخزن مرکزی فرض بر این است که تمام اطلاعات پروژه در یک فایل واحد پایگاه داده (Data Base) ذخیره می‌شوند. به عنوان مثال، تمام اطلاعات زمان‌بندی و تخمین مالی پروژه به اطلاعات مدل سه بعدی آن اضافه خواهد شد. این روش خیلی معقول و کاربردی نمی‌باشد؛ زیرا جنس اطلاعات مورد نیاز طراح با پیمانکار متفاوت است. در حالیکه، طراح درگیر مسائلی از قبیل بررسی مصرف انرژی ساختمان و بکار بستن آیین‌نامه‌ها و طراحی فضاها می‌باشد، پیمانکار علاقه‌مند به تعیین برنامه زمان‌بندی کار و تخمین هزینه‌ها می‌باشد؛ بنابراین برای اینکه کار تخمین شروع شود، باید کار طراح تمام شده باشد. این امر حداقل در مراحل ابتدایی کار عملی نیست.
روش مخزن گسترده روشی است که اکثر طراحان و پیمانکاران از آن استفاده می‌کنند. در این روش، مدل BIM به دسته‌ای از پایگاه داده‌های جداگانه، که توسط برنامه‌های مستقلی ایجاد شده‌اند، دسترسی دارد. به عنوان مثال، تمام اطلاعات مورد نیاز جهت تخمین مالی پروژه در برنامه مستقل مربوط قرار دارد. این برنامه جهت انجام کار خود احتیاج به یک ارتباط دو طرفه با مدل سه بعدی BIM دارد تا به مبادله اطلاعات لازم بپردازد. این کار در همان مراحل اولیه طراحی امکان‌پذیر می‌باشد؛ بنابراین با وجود استفاده از منابع مستقل داده به دلیل خاصیتی به نام Interoperability تمام اطلاعات گروه‌های مختلف درگیر در پروژه یکپارچه می‌گردند. به این ترتیب گروهای طراحی شامل معماری، سازه، تأسیسات برقی و مکانیکی مدل‌های خود را به صورت جداگانه در نرم‌افزارهایی از قبیل Autodesk revit تهیه نموده و در نهایت به کمک نرم‌افزارهایی مانند Autodesk NavisWorks روی هم‌گذاری شده تا مدل یکپارچه BIM بدست آید.

## آینده BIM
اگرچه انقلاب BIM هنوز به پایان نرسیده و در حال گسترش و تکامل می‌باشد، با این وجود بسیاری از شرکت‌های ساختمانی بر روی به‌کارگیری این تکنولوژی، حداقل در بخش‌هایی از آن سرمایه‌گذاری کرده‌اند و برخی دیگر نیز هنوز به فکر این کار نیستند. هم تکامل این تکنولوژی و هم افزایش کاربران آن احتیاج به گذشت زمان دارد، اما توجه داشته باشید که BIM صرفاً یک مد جدید یا هوس زودگذر نیست و بالاخره به خاطر بسپارید، BIM برای رفتن نیامده است، آمده‌است تا کل یک صنعت را دگرگون کند، BIM با صنعت ساختمان همان کاری را خواهد کرد که اینترنت با ارتباطات انجام داد!
در سطح طراحی مشاور تأسیسات جهانی شرکت‌های معتبر بین‌المللی چند سالی است که سطح طراحی‌های خود را از سطح دو بعدی و سه بعدی به چهار و پنج بعدی BIM تغییر داده‌اند پیشگامان این صنعت شرکت‌های AUTODESK با محصولاتی چون REVIT و NAVISWORKS و شرکت GRAPHISOFT با محصول‌هایی مثل ArchiCAD مطرح هستند. هرچند تعداد نرم‌افزارهای بر پایه BIM به بیش از ۴۰ نرم‌افزار می‌رسد اما می‌توان این‌طوری بیان کرد که سیستم BIM سیستم مدیریتی یکپارچه است که نیازمند و متکی به نرم‌افزار خاصی نیست!
می‌توان این چنین بررسی کرد که BIM مدیریتی بر پایه کنترل پروژه استوار است و از روز ابتدای ساخت پروژه تا نگهداری و تعمیرات با پروژه همکاری دارد.
یکی از مزایای پروژه‌های BIM زنده بودن پروژه قبل از اجراست. از دیگر مزایا می‌توان به موارد زیر اشاره کرد:
- محاسبات انرژی پروژه و راهکارهای افزایش راندمان و بررسی امکان استفاده از انرژی‌های نو
- محاسبات بارهای سرمایشی گرمایشی و نیاز هوای تازه و جابه جایی هوا با کمک استگاه‌های آنلاین اب و هوایی
- محاسبات بار ترافیکی منطقه
- سایزینگ اتوماتیک سیستم کانال کشی و لوله‌کشی پروژه
- رفع برخوردها ی احتمالی سیستم تأسیساتی معماری و سازه
- متره دقیق تمام تأسیسات و ساختمان حتی تا تعداد تک تک اجرهای بکار رفته در پروژه وزن بنا یا متراژ لوله‌ها به تفکیک سایز
- ساخت ویدیو هوشمند از پروژه و با قابلیت نصب نرم‌افزار بر رویی کلیه گوشی‌های هوشمند جهت معرفی پروژه و با قابلیت تگ‌گزاری در زمان اجرا و نگهداری
- زمان‌بندی دقیق ساخت و محاسبه دقیق خسارات احتمالی ناشی از درست کار نکردن یک بخش و تأخیر ان بر روی کل زمان‌بندی اجرای پروژه
- کاهش زمان ساخت و ساز و هزینه‌های ناشی از دو باره کاری در اثر دیده نشدن کار بخش‌های مختلف (مثلاً کر زنی‌ها و غلاف‌های عبور تأسیسات)[۳]